# Tennis ai XIX Giochi dei piccoli stati d'Europa
Le competizioni di tennis ai XVII Giochi dei piccoli stati d'Europa si sono svolte dal 29 maggio al 3 giugno 2023.

## Podi
| Evento              | Oro                                       | Argento                                      | Bronzo                                      |
| Singolare maschile  | Matija Pecotic                            | Lucas Catarina                               | Stylianos Christodoulou                     |
| Singolare maschile  | Matija Pecotic                            | Lucas Catarina                               | Petros Chrysochos                           |
| Singolare femminile | Victoria Jiménez Kasintseva               | Francesca Curmi                              | Marie Weckerle                              |
| Singolare femminile | Victoria Jiménez Kasintseva               | Francesca Curmi                              | Elaine Genovese                             |
| Doppio maschile     | Malta Matthew Asciak Matija Pecotic       | Cipro Sergis Kyratzis Eleftherios Neos       | Lussemburgo Raphael Calzi Alex Knaff        |
| Doppio maschile     | Malta Matthew Asciak Matija Pecotic       | Cipro Sergis Kyratzis Eleftherios Neos       | Monaco Lucas Catarina Valentin Vacherot     |
| Doppio femminile    | Malta Francesca Curmi Elaine Genovese     | Lussemburgo Eléonora Molinaro Marie Weckerle | Cipro Klio Maria Ioannou Maria Constantinou |
| Doppio misto        | Cipro Maria Constantinou Eleftherios Neos | Lussemburgo Eléonora Molinaro Alex Knaff     | Malta Matthew Asciak Elaine Genovese        |

## Medagliere
| Pos.   | Paese       | Oro | Argento | Bronzo | Totale |
| ------ | ----------- | --- | ------- | ------ | ------ |
| 1      | Malta       | 3   | 1       | 2      | 6      |
| 2      | Cipro       | 1   | 1       | 3      | 5      |
| 3      | Andorra     | 1   | 0       | 0      | 1      |
| 4      | Lussemburgo | 0   | 2       | 2      | 4      |
| 5      | Monaco      | 0   | 1       | 1      | 2      |
| Totale | Totale      | 5   | 5       | 5      | 15     |